# Berberis vallensis
Berberis vallensis är en berberisväxtart som beskrevs av L. A. Camargo. Berberis vallensis ingår i släktet berberisar, och familjen berberisväxter. Inga underarter finns listade i Catalogue of Life.